# 天水郡
天水郡（てんすい-ぐん）は、中国にかつて存在した郡。漢代から唐代にかけて、現在の甘粛省天水市一帯に設置された。

## 概要
紀元前114年（前漢の元鼎3年）、天水郡が置かれた。天水郡は涼州に属し、平襄・街泉・戎邑道・望垣・罕幵・綿諸道・阿陽・略陽道・冀・勇士・成紀・清水・奉捷・隴・豲道・蘭干の16県を管轄した。王莽のとき、填戎郡と改称された。
後漢が建てられると、天水郡の称にもどされた。74年（永平17年）、天水郡は漢陽郡と改称された。冀・望垣・阿陽・略陽・勇士・成紀・隴・豲道・蘭干・平襄・顕親・上邽・西の13県を管轄した。
三国魏の初年に、天水郡の称にもどされた。
晋のとき、天水郡は秦州に属し、上邽・冀・始昌・新陽・顕親・成紀の6県を管轄した。
北魏のとき、天水郡は上封・顕親・平泉・当新の4県を管轄した。
583年（開皇3年）、隋が郡制を廃すると、天水郡は秦州と改められた。607年（大業3年）に州が廃止されて郡が置かれると、秦州は天水郡と改称された。上邽・冀城・清水・秦嶺・隴城・成紀の6県を管轄した。
619年（武徳2年）、唐が薛挙を平定すると、天水郡は唐の秦州となり、総管府が置かれた。742年（天宝元年）、秦州は天水郡と改称された。758年（乾元元年）、天水郡は秦州と改称され、天水郡の呼称は姿を消した。